# Bahnhof Tsudanuma
Der Bahnhof Tsudanuma (jap. 津田沼駅, Tsudanuma-eki) befindet sich in Narashino in der Präfektur Chiba.

## Linien
Tsudanuma wird von den folgenden Linien bedient:

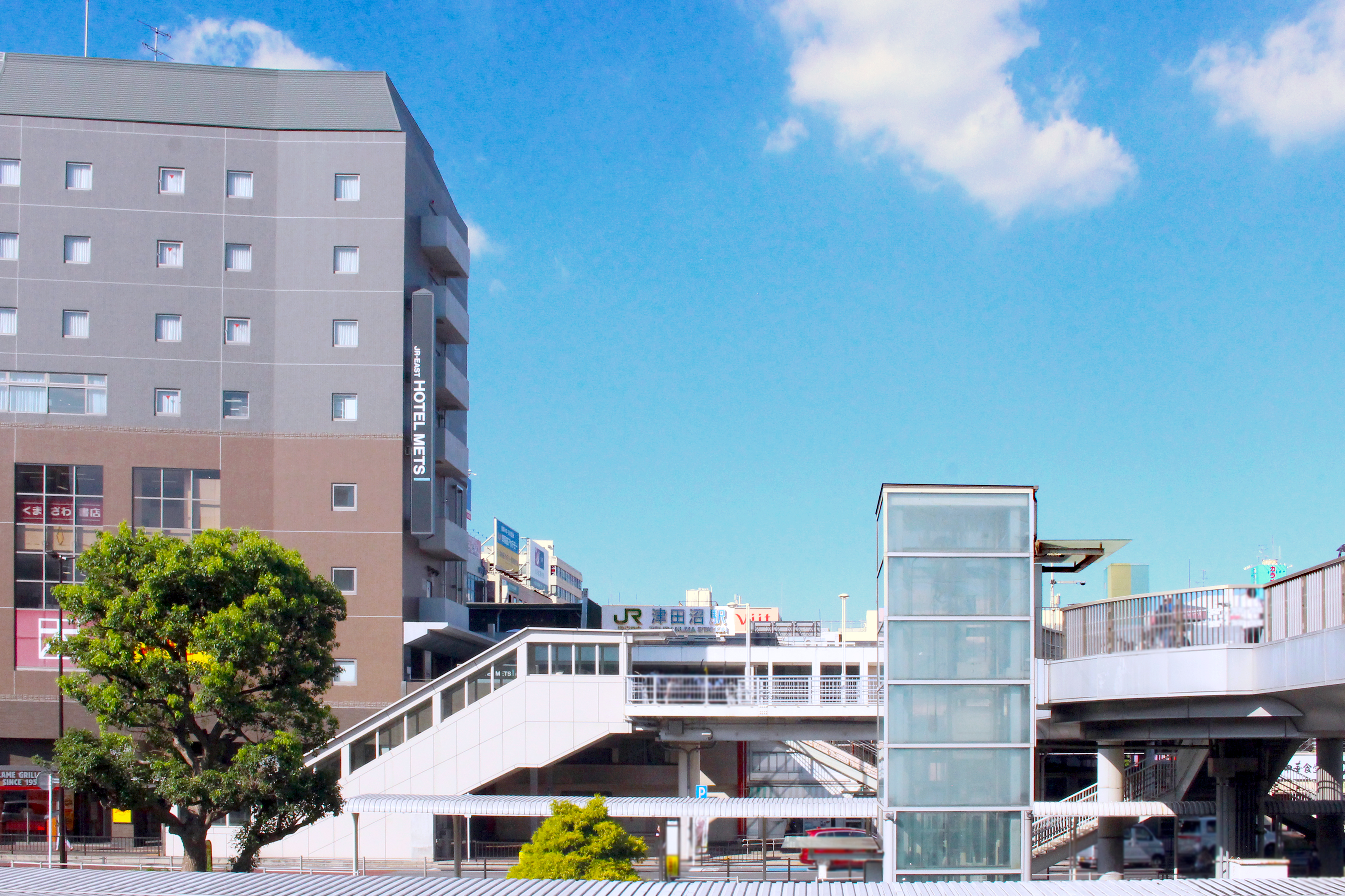
Südausgang Bahnhofsgebäude „Perrier Tsudanuma“

- JR Sōbu-Hauptlinie
- JR Chūō-Sōbu-Linie

## Beschreibung der Anlage
Der Bahnhof Tsudanuma umfasst drei Bahnsteige mit sechs Gleisen. Das Bahnhofsgebäude ist erhöht und der Bahnhof bietet den MARS-Ticketverkauf vor Ort an.

## Nutzung
Im Jahr 2019 nutzten im Durchschnitt täglich durchschnittlich 102.846 Menschen die JR-Linie an diesem Bahnhof.

## Geschichte
Am 21. September 1895 wurde der Bahnhof von der privaten Sōbu Tetsudō eröffnet.